# 動物狂歡節
《動物狂歡節》（法語：Le carnaval des animaux）是法國作曲家卡米爾·聖桑所作的一系列室内乐組曲，以各種樂器生動地描寫許多特色動物而聞名。

## 背景
此曲創作於1886年，並於1886年3月9日非公開初演，只有幾位好友參與。聖桑只把這個作品當作平常和朋友交流所演奏的小作品，並沒有把他當作正式的作品。除了《天鵝》以外，一生都沒有公開其他數曲。直到1921年聖桑過世後，這部作品才被公開，而正式的公開初演要到1922年的2月25日。

## 分析
本曲由十四首小曲組成：
1. 序曲及獅子進行曲（Introduction et marche royale du lion）
2. 公雞和母雞（Poules et coqs）
3. 野驢（Hémiones）
4. 烏龜（Tortues）
5. 大象（L'éléphant）
6. 袋鼠（Kangourous）
7. 水族館（Aquarium）
8. 長耳動物（Personnages a longues oreilles）
9. 森林中的布穀鳥（Le coucou au fond des bois）
10. 大鳥籠（Volières）
11. 鋼琴家（Pianistes）
12. 化石（Fossiles）
13. 天鵝（Le cygne）
14. 終曲（Finale）

以下則是各曲簡說：
I. 序曲及獅子進行曲（Introduction et marche royale du lion）
Andante maestoso - Allegro non troppo - piu allegro
C大調-A小調，4/4拍子，共71小節。
編制：2鋼琴、弦樂五部
在鋼琴和弦樂的帶領之下，第18小節（piu allegro）開始進入獅子進行曲的主旋律，其中兩部鋼琴以輪流半音音階表達獅子咆吼的聲音。
II. 公雞和母雞（Poules et coqs）
Allegro moderato
C大調，4/4拍子，共35小節。
編制：B♭單簧管、2鋼琴、2小提琴、中提琴
分別兩部鋼琴、小提琴、中提琴及單簧管依序模仿公雞和母雞的叫聲。單簧管獨奏與他早年的《骷髏之舞》中雙簧管雞啼相近。
III. 野驢（Hémiones）
Presto furioso
C小調，4/4拍子，共28小節
編制：2鋼琴
除最後的終止式和絃外，全曲以十六分音符分解和弦，以八度相差彈奏。
IV. 烏龜（Tortues）
Andante maestoso
B♭大調，4/4拍子，共22小節。
編制：第1鋼琴、弦樂五部
鋼琴以八分三連音做伴奏，弦樂從第三小節開始以甚弱緩緩地齊奏出奧芬巴哈的《天國與地獄序曲》末段旋律，據聞聖桑藉此挖苦奧芬巴哈這曲看似華麗但音樂笨絕。
V. 大象（L'éléphant）
Allegretto pomposo
E♭大調，3/8拍子，共52小節。
編制：第2鋼琴、低音提琴
以低音提琴演奏出白遼士的《浮士德的天譴》妖精之舞的旋律，以及孟德爾頌的《仲夏夜之夢》的詼諧曲。
VI. 袋鼠（Kangourous）
Moderato
C小調，4/4拍子、3/4拍子交錯，共20小節。
編制：2鋼琴
雙鋼琴輪流奏出帶裝飾音的分解和弦，並利用速度轉變來表現袋鼠跳躍的感覺。
VII. 水族館（Aquarium）
Andantino
A小調，4/4拍子，共39小節。
編制：長笛、玻璃琴（現時大多使用鋼片琴或鐘琴取代）、2鋼琴、弦樂四部（減去低音提琴）
由長笛、小提琴及中提琴奏出主旋律，雙鋼琴分別以下行分解和弦及上行分解和弦伴奏。後段玻璃琴用滑音奏出特殊的音效。
VIII. 長耳動物（Personnages a longues oreilles）
Tempo ad lib
A小調，3/4拍子，共26小節。
編制：第一及第二小提琴
第一、第二小提琴輪流奏出特殊的音效，模仿長耳動物（驢子）的鳴叫聲。
IX. 森林中的布穀鳥（Le coucou au fond des bois）
Andante
C♯小調，3/4拍子，共43小節。
編制：B♭調單簧管（需在後台吹奏）、2鋼琴
雙鋼琴演奏布穀鳥的旋律，單簧管則負責模仿布穀鳥的叫聲。
X. 大鳥籠（Volières）
Moderato grazioso
F大調，3/4拍子，共31小節。
編制：長笛、2鋼琴、弦樂五部
長笛全曲以32分音符音群，模仿鳥類的叫聲，弦樂負責伴奏，最後以半音音階漸弱至甚弱結束。長笛在此曲中展現華麗的技巧。
XI. 鋼琴家（Pianistes）
Allegro moderato
C大調-D♭大調-D大調-E♭大調-C大調，4/4拍子，共30小節
編制：2鋼琴、絃樂五部
以卡爾·車爾尼的練習曲為藍本。雙鋼琴反覆著單調的練習曲音階，以一次升半音慢慢從C大調轉到E♭大調。最後回到C大調結束全曲。聖桑又一以黑色幽默諷刺一些墨守成規的鋼琴家。
XII. 化石（Fossiles）
Allegro ridicolo
G小調，2/2拍子，共74小節。
編制：B♭調單簧管、木琴、2鋼琴、弦樂五部
融合了眾多其他樂曲旋律的曲子，包括羅西尼的《塞維利亞的理髮師》、《小星星》等。其中以聖桑自己的作品《骷髏之舞》為主幹，使用木琴模仿骨頭撞擊的聲音，是一首相當熱鬧的曲子。
XIII. 天鵝（Le cygne）
Andantino grazioso
G大調，6/4拍子，共28小節。
編制：2鋼琴、大提琴
大提琴獨奏奏出天鵝的旋律。被認為是《動物狂歡節》中旋律最動人優美的一首，也是聖桑在世時唯一願意公開的曲子。
XIV. 終曲（Finale）
Molto allegro
C大調，4/4拍子，共91小節。
編制：短笛、B♭調單簧管、玻璃琴、木琴、2鋼琴、弦樂五部
所有樂器在終曲中再一次出現，並再一次重現《動物狂歡節》中重要的片段，最後以C大調熱熱鬧鬧地結束全曲。

## 外部連結
- 《動物狂歡節》：国际乐谱典藏计划上的乐谱
- bilibili上的上海交响乐团的演出